# Инструменти са диркама
Инструменти са диркама су група музичких инструмената који користе клавијатуру и њене типке као главни извор звука. Најпознатији инструменти овог типа су клавир, оргуље, електрична клавијатура и други.
Најстарији инструменти са диркама датирају још из 3. века п. н. е. у Античкој Грчкој и то су били инструменти слични оргуљама.